# Джованні Да Плано Карпіні
Джованні з Плано-Карпіні (італ. Giovanni da Pian del Carpine; лат. Iohannes de Plano Carpini; бл. 1180 — 1 серпня 1252) — католицький чернець-францисканець, італійський місіонер. Походив із Плано-Карпіні (Піан-дель-Карпіні). Був легатом папи Іннокентія IV до монгольського кагана Гуюка. Також — Джованні дель Плано Карпіні.

## Життєпис
Народився близько 1180 року в Умбрії в містечку, яке називали Піан дель Карпіні (сьогодні муніципалітет Маджоне), звідки походить і його прізвище. Карпіні заслужив добру репутацію в ордені францисканців, пропагуючи їхнє вчення в Північній Європі, бувши наставником у Саксонії, потім в Іспанії і в Кельні.

### Місія в Європі
Джованні був учнем та сподвижником Франциска Ассізького. У 1220 вів свою місіонерську діяльність як організатор ордену францисканців у Німеччині, де заснував кілька монастирів у Саксонії та вздовж Рейну. 1222 року відбув як місіонер до Тунісу, а 1225 року до Піренейського півострова. З 1228 року керував провінціями ордену Тевтонія та Саксонія, поширюючи свою місіонерську діяльність далі на схід.
За кілька місяців до початку Першого Ліонського собору, на якому був присутній митрополит київський Петро Акерович та порушувалося питання організації захисту проти монголо-татар, що стали великою загрозою в Європі, було вирішено відправити посольство на чолі з Плано Карпіні до Русі та Золотої Орди.

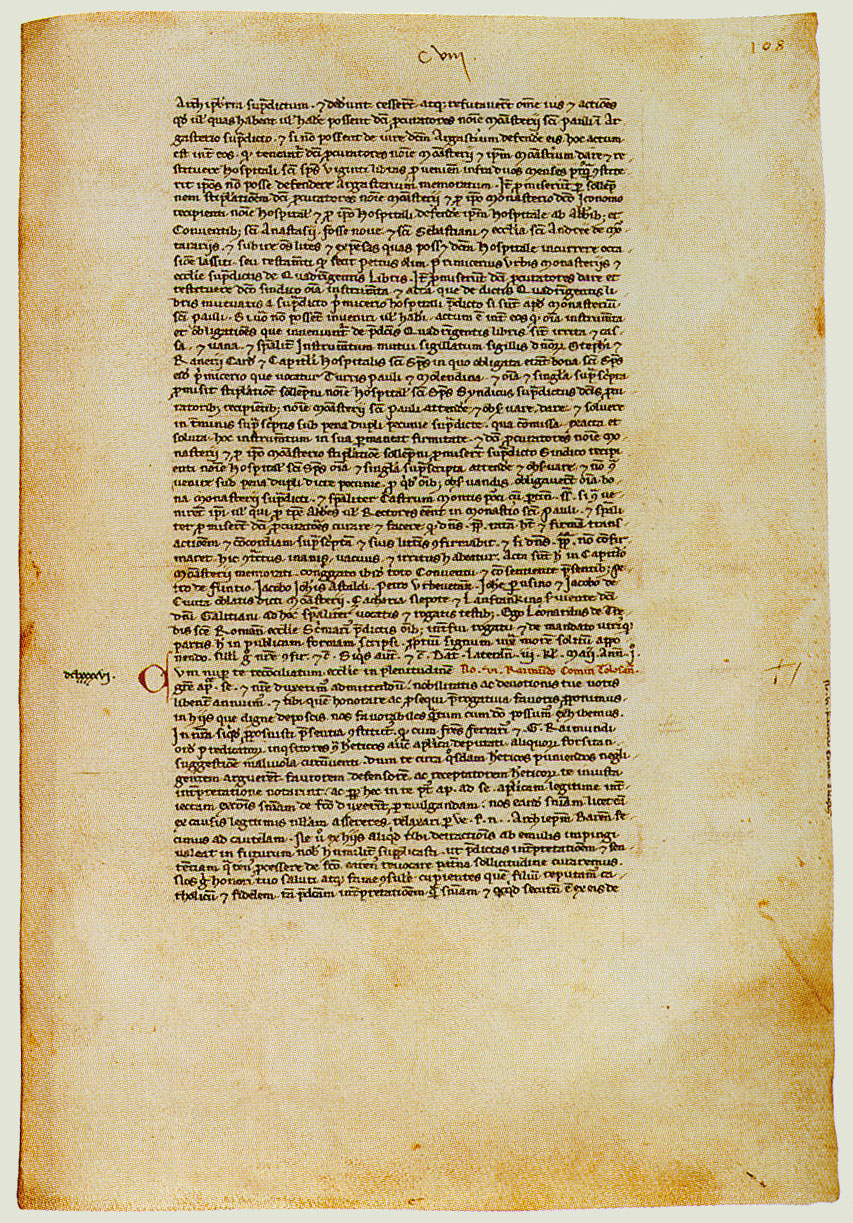
Лист папи Інокентія IV Cum non solum «Правителю та народу татар»

В 1245 Карпіні очолив одну з трьох дипломатичних місій, висланих папою Інокентієм IV до Монголії з метою навернення монголо-татар до християнства. З іншого боку потрібно було визначитися як захиститися від чужих народів, що раптово виникли на європейських просторах. Треба було ці народи точно пізнати та оцінити і провести розвідку їх можливостей та організації. Ще одним з політичних завдань місії — спробувати здобути монголів в союзники для наступних хрестових походів проти ісламу та для можливих гарантій держав хрестоносців.

### Подорож до кагана

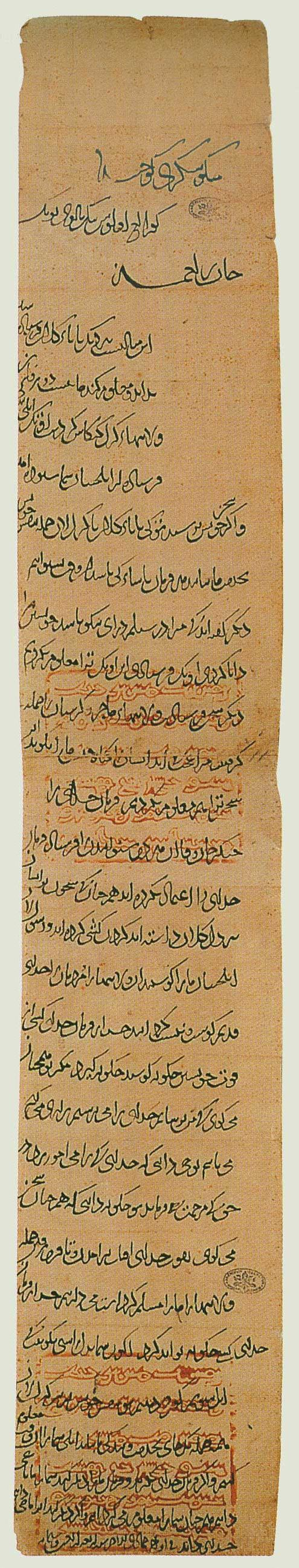
Відповідь Гуюка Папі Інокентію IV

(Уживання титулу "каган" є - некоректним, щодо Великого Степу, оскільки цей титул достовірно верифікований виключно по відношенню до володарів Руси - Володимира Великого та Ярослава Мудрого)

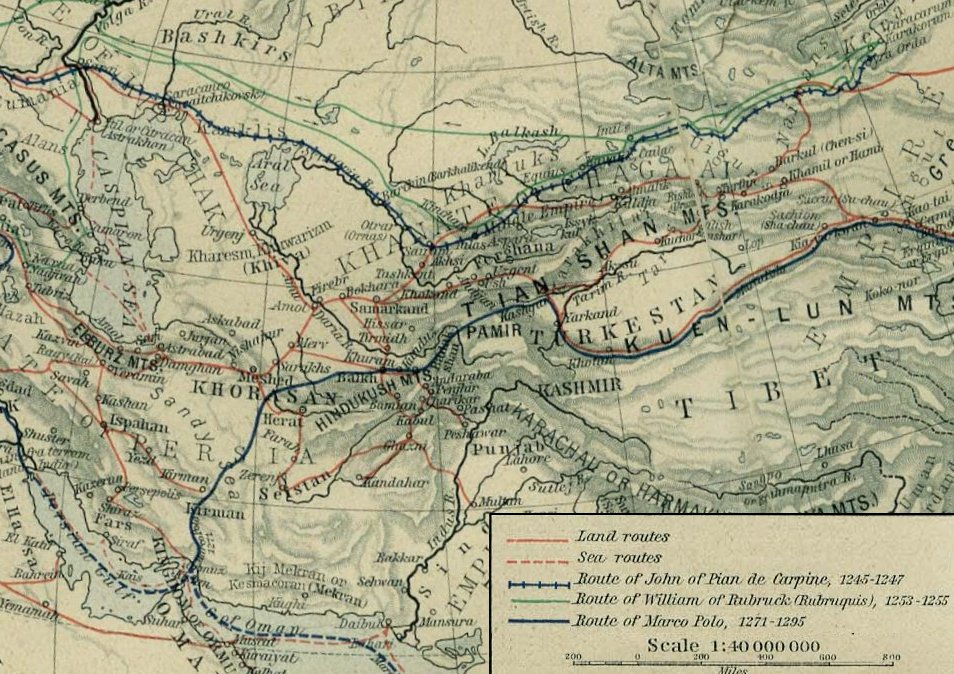
Подорож Плано Карпіні (темно-синім)

Місія розпочалася на Великдень 16 квітня 1245. Шлях її пролягав з Ліону через Чехію, де Карпіні зустрівся з Королем Богемії Вацлавом І Пшемислом, який мав родичів в Польщі та Україні. Подальша дорога пролягала через Польщу, де товариство зупиняється у Конрада Мазовецького, в якого гостював якраз Василько Романович, князь володимирський, син волинсько-галицького князя Романа Мстиславича.
Посли Василька Романовича до монгольського хана якраз повернулися додому від татар з охоронними листами для проїзду по їх території з візитом його брата короля Данила до Батия. Князь Василько сказав що Татари завжди вимагають подарунків (свого роду жесту підкорення) і без них подорож не відбудеться. Спорядивши посланців Папи подарунками, князь Василько взяв їх з собою.
На запрошення Василька францисканець відвідав Володимир. Там він прочитав перед місцевим духовенством папського листа із закликом до єднання з католицькою церквою. Посилаючись на відсутність Данила, Василько ухилився від відповіді на заклик папи. По цих подіях Василько відправив їх із своїми слугами до Києва. Помінявши коней в Києві, в супроводі тисяцького князівського війська вирушили до Канева, що перебував тоді вже безпосередньо під владою татар де зустрілися з їх ханом Куремса.
Пройшовши далі по Дону де ханом був швагро Батия, вони дійшли до пониззя Волги де була орда Батия в той холодний час. 8 квітня Карпіні прибув до ставки Батия — Сарай-Бату. Там, у квітні 1246 року він зустрічає Олександра (пізніше названого Невським) — сина князя Суздальського Ярослава (відомий як Ярослав Всеволодович (князь Володимирський, 8 лютого 1191 — † 30 вересня 1246). Самого князя Карпіні зустріне пізніше в ставці Гуюка.
Після розмови Батий направив його далі вже до ставки великого хана Гуюка поблизу Каракорума. Далі місіонер мусив поспішати на коронацію Великого Монгольського хана міняючи за день до 8 коней. Карпіні мусив ще далі пройти північним узбережжям Аральського моря, долиною Сирдар'ї, горами і пустелями Центральної Азії. 22 липня 1246 він прибув до ставки Гуюка, проїхавши за 106 днів майже 5000 км.
Тут відбувалося приготування до святкування коронування Гуюка. Декілька днів тривало святкування, а за огорожею сиділи васали Великого Монгольського хана, більше ніж 10 князів. Карпіні їх перераховує: Князь Ярослав Суздальський (відомий як Ярослав Всеволодович (князь володимирський)) князі каракитаїв, сини короля Грузії, посли Багдадських Халіфів. Усіх їх разом з послами було до 4 тисяч.
Лише по чотирьох місяцях після повідомлення Великому хану про прибуття було дозволено Карпіні його аудієнцію у Великого Монгольського хана. Хан Гуюк відмовився прийняти християнство і зажадав, щоб Папа визнав зверхність Гуюка. В той самий час князя Ярослава Суздальського отруїла мати Гуюка — Торогене-хатун і послала за його сином Олександром, пізніше названого Невським, щоб передати йому землю його батька. Олександр був аманатом у монголів і знаходився тоді при ставці Батия, очевидно з його матір'ю — Карпіні зустрічає по дорозі послів до Великого монгольтського хана від його матері та Батия.
При дворі Гуюка жили різні освічені люди, також і християни. Також придворна церква подорожувала завжди з ним. На шляху подорожі місія Карпіні теж зустрічає тюркський народ Уйгури, що їх підкорив Чингізхан, і описує їх «ці люди є Християни, але належать до секти несторіан».
З наукової точки зору була місія Карпіні успішна — вперше було описано в його творі «Ystoria Mongolorum quos nos Tartaros appellamus» культура і звички Монголів. Щодо політичних цілей, то вони не завершилися успіхом.

### Повернення
Наприкінці листопада 1246 Карпіні відправився із ставки хана додому із листом (що зберігся досі). За 106 днів пройшовши та проїхавши близько 4800 км він досягає Києва 10 червня 1247.
В Києві вони зустрілися з Васильком Романовичем та Данилом Галицьким які зробили в честь них велике свято і протримали їх 10 днів у Києві. Київські князі передали Місії Карпіні листи до Папи та повідомили про готовність визнання Папи. Король Данило, а Карпіні називає його лише королем-rex, і ніколи dux (князь), також дав письмове свідчення Карпіні для Папи про його зустріч з Карпіні спочатку при ставці шваґра Батия на р. Дон а потім і у Києві. Після Києва місія добирається через два місяці Ліона.

### Останні роки
Карпіні в нагороду був призначений архієпископом м. Антіварі в Далмації (тепер м. Бар в Чорногорії), де і помер 1 серпня 1252 р., приблизно у віці 65 років.

## Праці
Залишив записки про свої подорожі — «Книга про татар» (лат. Liber Tatarorum, повністю надрукована 1838) та «Історія монголів, яких ми називаємо татарами» (лат. Historia Mongalorum quos nos Tartaros appellamus). В них Карпіні подав цінні відомості про Монголію і країни, які він відвідав. В його книгах міститься дуже цінна інформація про Україну тих часів, а також зокрема, опис Києва тих часів.
- Liber Tartarorum.
- Historia Mongalorum quos nos Tartaros appellamus